# Classe N (sommergibile)
La classe N è stata una classe di sommergibili della Regia Marina.

## Progetto e caratteristiche
Derivata dalla classe Nautilus, di cui costituiva una versione migliorata e più grande, fu progettata dal colonnello del Genio Navale Curio Bernardis.
Le unità avevano struttura a scafo semplice con doppifondi e serbatoi di carburante interni.
A differenza dei Nautilus, su questi sommergibili all'armamento silurante si aggiungeva quello antiaereo, costituito da un cannone da 76 mm.
Le ultime due unità (N 5 ed N 6), provviste di motori Tosi invece che Sulzer, ebbero migliori prestazioni di velocità ed autonomia rispetto alle unità precedenti.
Sulle torrette di alcuni dei sommergibili fu installato un paragambe in metallo.

## Storia ed unità
La classe era costituita da sei unità:
- N 1
- N 2
- N 3
- N 4
- N 5
- N 6

Le prime quattro furono costruite nei cantieri Ansaldo di Genova, le ultime due nei cantieri Tosi di Taranto.
Solo l’N 1 e l’N 3 entrarono in servizio prima della fine del primo conflitto mondiale, e solo il primo poté svolgere attività bellica, senza comunque cogliere risultati.
Nel dopoguerra furono impiegati nell'addestramento partecipando ad esercitazioni e crociere addestrative, prevalentemente nel Tirreno.
Furono demoliti tra la fine degli anni venti e la metà degli anni trenta.